# Флаг Индианы
Флаг Индиа́ны (англ. Flag of Indiana) — один из символов американского штата Индиана.
В преддверии празднования столетней годовщины штата Индиана, Генеральная Ассамблея штата приняла решение о проведении конкурса на флаг штата. Этот конкурс был организован и профинансирован местным отделением общества «Дочери Американской революции». На конкурс было представлено более двухсот проектов флага. Победителем был признан Пауль Хадли из города Мурсвилль и в качестве приза ему были выплачены обещанные, по условию конкурса, 100$.
Генеральная Ассамблея штата внесла единственную поправку в данный флаг — над звездой, символизирующей штат Индиана, была добавлена надпись Indiana (Индиана), выполненная в форме полумесяца.

## Описание флага
Флаг представляет собой прямоугольное полотнище синего цвета, в центре которого изображены золотым цветом факел, 19 звёзд и надпись Indiana.
Символика флага.
- Факел — свобода и просвещение, лучи вокруг него — их далеко идущее влияние.
- Тринадцать звёзд по внешней окружности — первоначальное количество штатов.
- Пять внутренних звёзд — последующие штаты США.
- Большая звезда — штат Индиана. Таким образом, общее количество звёзд указывает на то, что штат Индиана стал девятнадцатым штатом США.